# Кринг, Тим
Ричард Тимоти «Тим» Кринг (англ. Tim Kring; род. 9 июля 1957) — американский сценарист и продюсер.

## Биография
Тим Кринг окончил киношколу при Университете Южной Калифорнии в 1983 году.
Свой первый опыт в качестве сценариста он получил, работая над сериалом «Рыцарь дорог». В 1987 году Тим Кринг в соавторстве с Джефом Лоубом написал сценарий фильма «Волчонок 2». Работал над такими телесериалами, как «Странный мир», «Расследование Джордан», «Герои», и другими.

## Фильмография

### Актёр
- 2003 — No Regrets

### Продюсер
- 1999—2001 — Провиденс / Providence
- 2001—2007 — Расследование Джордан / Crossing Jordan
- 2006—2010 — Герои / Heroes

### Сценарист
- 1985 — Misfits of Science
- 1986 — Рыцарь дорог / Knight Rider
- 1987 — Bay Coven
- 1987 — Волчонок 2 / Teen Wolf Too
- 1994 — Надежда Чикаго / Chicago Hope
- 1994 — Without Consent
- 1995 — Разбейся для меня/ Falling for You
- 1998 — Подстава / Sublet
- 1998 — L.A. Doctors
- 1999 — Strange World
- 1999—2001 — Провиденс / Providence
- 2001—2007 — Расследование Джордан / Crossing Jordan
- 2006—2010 — Герои / Heroes
- 2012—2013 — Контакт (телесериал) / Touch

## Награды и номинации
В 2007 году был номинирован на премию «Эмми» в номинации «Лучший драматический сериал» как продюсер сериала «Герои». За работу над этим же сериалом ему было присвоено звание «Мастера научной фантастики».